# Bastiaan Poortenaar
Bastiaan Poortenaar (Provincia de Utrecht, Países Bajos; 29 de noviembre de 1968 – 21 de mayo de 2024) fue un jugador de hockey sobre hierba holandés.

## Trayectoria
Jugó a nivel de selección nacional de 1989 a 1995 incluyendo la participación en Barcelona 1992.
| Año  | Torneo               | Sede                                   | Resultado         |
| ---- | -------------------- | -------------------------------------- | ----------------- |
| 1989 | Champions Trophy     | Berlín Occidental, Alemania Occidental | Medalla de plata  |
| 1989 | Intercontinental Cup | Madison, Estados Unidos                | Medalla de oro    |
| 1992 | Champions Trophy     | Karachi, Pakistán                      | 4° lugar          |
| 1992 | Juegos Olímpicos     | Barcelona, España                      | 4° lugar          |
| 1994 | Champions Trophy     | Lahore, Pakistán                       | Medalla de bronce |
| 1994 | Campeonato Mundial   | Sydney, Australia                      | Medalla de plata  |
| 1995 | Campeonato Europeo   | Dublin, Irlanda                        | Medalla de plata  |
| 1995 | Champions Trophy     | Berlin, Alemania                       | 4° lugar          |

## Muerte
Poortenaar murió de un ataque cardíaco el 22 de mayo de 2024 a los 55 años.